# قمی‌آباد
قمی‌آباد ، روستایی از توابع بخش قلعه نو شهرستان ری در استان تهران ایران است.

## جمعیت
این روستا در دهستان قلعه نو قرار دارد و براساس سرشماری مرکز آمار ایران در سال ۱۳۸۵، جمعیت آن ۷۳۲ نفر (۱۸۵خانوار) بوده‌است.

## تپه قمی آباد
تپه قمی آباد یک تپه باستانی، جز میراث فرهنگی با قدمت هفت هزار ساله و از محوطه‌های تاریخی شرق تپه میل در استان تهران واقع در دشت شهرستان ری و از توابع بخش قلعه نو در منطقه عشق‌آباد بود که تحت حفاظت سازمان ميراث فرهنگی و صنایع دستی و گردشگری قرار داشته است و اکنون تسطیح شده و از آثار و اشیا تاریخی بدست آمده اطلاعی در دست نیست.